# 5157 Hindemith
5157 Hindemith (1973 UB5) là một tiểu hành tinh nằm phía ngoài của vành đai chính được phát hiện ngày 27 tháng 10 năm 1973 bởi Freimut Börngen ở Tautenburg.